# FRIENDSHIP (H Jungle with tの曲)
「FRIENDSHIP」（フレンドシップ）は、H Jungle with tの3枚目のシングル。1996年4月24日にavex traxよりリリースされた。

## 解説
日本テレビ系水曜ドラマ『竜馬におまかせ!』の主題歌。
1話〜5話までのAメロ・Bメロには1番が、6話〜12話からは2番が使われている。
前2作に比べ大規模なプロモーションを行わなかったこと、ドラマの視聴率が低調だったこともあり、前2作ほどセールスが振るわずミリオンセラーも叶わなかったが、それでもオリコンチャート上では68万7690枚を記録した。

## 制作
前2作とは異なり、曲調がジャングルではなくなった。
浜田は「H Jungle with tの中で一番難しい曲であり、声の強弱を効かせる様に要求された」と語る。
歌詞のテーマは「普遍的な友情であり、その対象は仕事仲間でも女性でもいい」「『あいつ』『お前』は男女のどちらに当てはめてもいい」としている。
小室が「自身の作詞の中でベスト5に入るくらい気に入っている」と後に語った。
トラックダウンは前2曲はロンドンで行われたが、本作はロサンゼルスで行われた。

### 録音
浜田が仮歌を入れる予定日に、小室は夜7時から夜中の2時まで7時間スタジオから出てこず、待機状態が続いていた。たまに出てきたら、頭ぐしゃぐしゃで、小汚い格好でカレーライスとコーヒーを口にした後「間に合わない」と言いながらスタジオに戻っていく小室の体力に浜田は感嘆した。

### 再発
2017年9月6日、7インチアナログシングルで再発。
A面とB面では回転数が異なる。

### 批評
古市憲寿は「この歌がすごく好き。坂本龍馬みたいな『優しくて不器用な男が～』みたいな話を歌っていて。『時代にそぐわなくても自分が正しいと思うことを言ったほうがいい』みたいなことを多分言っていて。それがすごく『情報プレゼンター とくダネ!』とかの情報番組と重なるんですよね。だから何を言うにもすごい勇気がいるし、すごくもがきながら僕らはやっているじゃないですか。だから何か『みんながこう言うからこうとかじゃなくて、ちゃんと思ったことを言っていこう』と思っていて。それは『とくダネ!』をやっている小倉智昭さんの『不安を抱えながらも、ちゃんと自分を貫いてく』姿勢とも重なるっていうか。別にそんなに深い曲でもないかもしれないですけど」と評している。

## 収録曲
作詞・作曲・編曲：小室哲哉／Mixed：Keith Cohen（#1〜#3）、小室哲哉（#4）

### CD
1. FRIENDSHIP (Original Mix)
2. FRIENDSHIP (KC's Extended Mix)
3. FRIENDSHIP (Instrumental)
4. FRIENDSHIP (TK's Rough Mix)

### アナログ

#### SIDE A　（45r.p.m）
1. FRIENDSHIP "Original Mix"

#### SIDE B　（33⅓r.p.m）
1. FRIENDSHIP "KC's Extended Mix"